# Штарк, Людвиг
Людвиг Штарк (нем. Ludwig Stark; 19 июня 1831, Мюнхен — 22 марта 1884, Штутгарт) — немецкий композитор и музыкальный педагог.
Изучал литературу в Мюнхенском университете и учился музыке у Игнаца Лахнера. В 1857 году выступил одним из соучредителей Штутгартской консерватории, где в дальнейшем преподавал вокал и хор; с 1868 года профессор.
Наиболее значительный труд Штарка — написанный совместно с Зигмундом Лебертом учебник «Большая теоретическая и практическая школа клавира» (нем. Grosse theoretisch-praktische Klavierschule; 1858), известный и в Германии, но особую популярность завоевавший в США, куда его первоначально завезли преподаватели-немцы (к 1884 году вышло семнадцать американских изданий): этот учебник, основанный на идее неустанных тренировок выносливости пальцев, оказался созвучен американской трудовой этике. В соавторстве с Лебертом Штарк также написал «Систематическую теоретическую и практическую начальную школу пения» (нем. Systematische, theoretisch-praktische Elementar-Singschule; 1859), в соавторстве с Лебертом и Иммануэлем Файстом — «Школу основного и хорового пения» (нем. Elementar- und Chorgesang-Schule; 1880—1882).
Среди композиций Штарка — интерлюдии и вставные балетные номера, которые он в молодости сочинял для придворной сцены в Мюнхене, различные хоровые и фортепианные пьесы. Определённый резонанс вызвало произведение Штарка, опубликованное в 1880 году: он положил на музыку три стихотворения Вильгельма Мюллера из цикла «Прекрасная мельничиха», которые не стал использовать в своём одноимённом цикле на стихи Мюллера Франц Шуберт, — по замыслу Штарка три его песни должны были добавляться к шубертовским исполнителями «Прекрасной мельничихи»: идея, которую новейший исследователь характеризует как неприлично самонадеянную, с учётом несопоставимого качества музыки. В свою очередь, для песни Шуберта «В лесу» на стихи Фридриха Шлегеля Штарк написал альтернативный текст, заметно упрощающий её содержание. Штарку также принадлежат фортепианные транскрипции органных пьес Иоганна Себастьяна Баха.
Почётный доктор Тюбингенского университета (1873). Людвигу Штарку посвящён вокальный цикл «Шесть маленьких песен» Вильгельма Баумгартнера.